# Spice Boyz
«Spice Boyz» — фільм 2019 року режисера Володимира Зенкевича, знятий за його власним сценарієм.

## Сюжет
Молоді люди Чистий, Ламбада та Ковбаса вирішують влаштувати хлопчак перед весіллям Чистого з дівчиною Інною. Для цього вони знімають заміський будинок у когось дядька Жори, якого вони запевняють, що весь захід пройде спокійно і йому нема чого хвилюватися. Алкоголю їм мало, вони вирішують викликати до будинку дівчат і відірватися на повну. Один з них зголосився дістати нарковмісні речовини, так звані «спайси». Результат уживання речовин виявляється жахливим: будинок розгромлений, кілька учасників вечірки та випадкові свідки гинуть. Наприкінці фільму демонструється інтерв'ю одного з прототипу головного героя, який залишився живим, але став інвалідом.

## У ролях
| Актор                | Роль                        |
| -------------------- | --------------------------- |
| Маргарита Аброськіна | Василіса                    |
| Олександр Головін    | Чистий                      |
| Олександр Тарасов    | Ламбада                     |
| Володимир Авер'янов  | Ковбаса                     |
| Ганна Андрусенко     | Інна                        |
| Михайло Горьовий     | дядько Жора                 |
| Володимир Сичов      | Лось кримінальний авторитет |
| Олексій Маслодудов   | Соловей наркоторговець      |